# Windschöpfwerk Lobbe

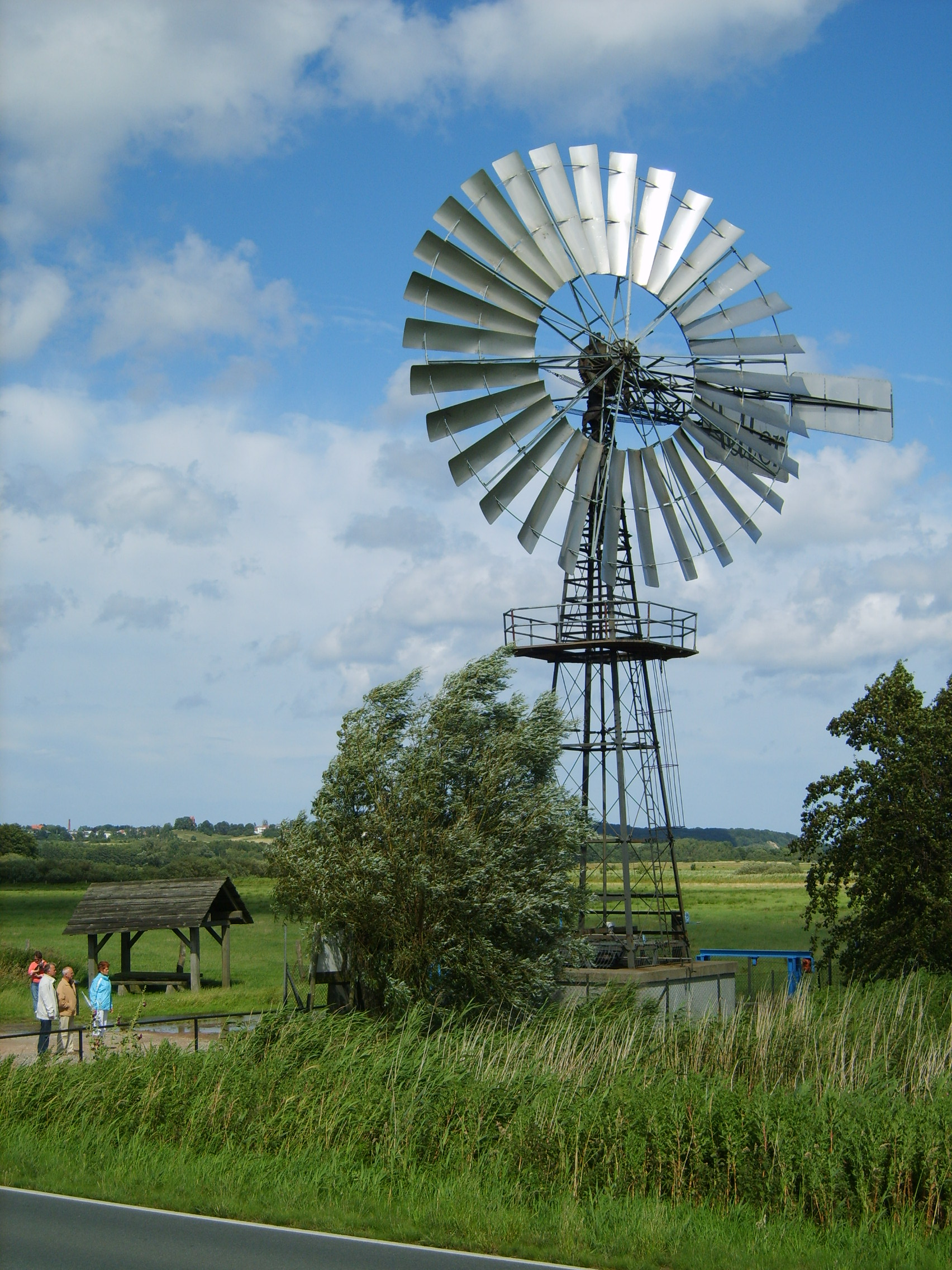
Windschöpfwerk Lobbe (2007)

Das Windschöpfwerk Lobbe (auch Windrad oder Wassermühle genannt) ist eine denkmalgeschützte Windpumpe bei Lobbe auf der zu Rügen gehörenden Halbinsel Mönchgut. Das Western-Windrad befindet sich östlich von der Landstraße 292 und dem begleitenden Radweg, die Middelhagen und Lobbe verbinden.
Es wurde etwa um 1920, nach anderen Angaben bereits 1900, als sogenannter Langsamläufer erbaut und diente zum Abschöpfen von Wasser. Die Grün- und Röhrichtflächen rund um den Großen Lobber See wurden damit entwässert. Die Höhe der Windachse beträgt 14 Meter, der Durchmesser der Windrose 9,9 Meter. Mit Hilfe der Windkraft wurde eine archimedische Schraube betrieben, die das Wasser aus dem zu entwässernden Areal empor förderte. Das Einzugsgebiet betrug etwa 5 km2, wobei die eingedeichte Polderfläche 2,6 km2 betrug. Durch die so erfolgte Entwässerung des Gebiets wurde eine landwirtschaftliche Nutzung möglich.
Die Funktion des Windschöpfwerks wurde 1955 durch den Einsatz elektrisch betriebener Pumpen ersetzt. Die heute eingesetzte Pumpe verfügt über einen Motor mit 37 kW und kann in der Stunde bis zu 3150 m3 Wasser fördern. Seit 2015 ist es gänzlich außer Betrieb.
1987/88 rekonstruierte der VEB Meliorationskombinat Rostock, Betriebsteil Gingst, das Windschöpfwerk, wodurch es als letztes der ursprünglich etwa 33 zwischen 1900 und 1965 auf Rügen gebauten Windschöpfwerke erhalten blieb. 1997 erfolgte eine Restaurierung. Bei einem Sturm Mitte November 2018 stürzte die Windrose ab und viele Teile davon wurden zerstört. Die beschädigte Windrose wurde durch die Gemeinde Mönchgut geborgen und sollte bis zum Herbst 2019 repariert werden, wofür Spenden gesammelt wurden. Seit dem 20. Mai 2020 steht das reparierte Windrad wieder. Eine zweisprachige Informationstafel (deutsch, englisch) informiert die Besucher über Zweck und Funktionsweise des Schöpfwerks.